# Calamodes occitanaria
Calamodes occitanaria är en fjärilsart som beskrevs av Philogène Auguste Joseph Duponchel 1829. Calamodes occitanaria ingår i släktet Calamodes och familjen mätare. Inga underarter finns listade i Catalogue of Life.